# Campeonato Argentino de Hóquei em Patins
A Confederacion Argentina de Patín organiza, todos os anos, os Campeonatos Argentinos de Clubes de Hóquei em Patins, em diversos escalões etários e em ambos os sexos.
Estas competições disputam-se de forma concentrada, num local pré-definido, em dias consecutivos, reunindo as melhores equipas de cada federação regional de cada escalão etário. Geralmente, estes torneios são agendados para o primeiro semestre de cada ano.
Os Campeonatos Argentinos de Clubes, no escalão de Senior Masculino, são disputados há diversos anos, não tendo sido possível compilar até ao momento uma lista completa dos clubes vencedores.
Já no escalão de Senior Feminino, estes torneios datam do início dos anos noventa: a primeira edição deste torneio foi disputada em 1993, sagrando-se campeão o Concepción Patín Club.
Também são organizados pela CAP, anualmente, os Campeonatos Argentinos de Selecções Federativas.

## Lista de vencedores
Senior Masculino
Não foi possível compilar, até ao momento, uma lista completa dos clubes vencedores do Campeonato Argentino de Clubes Campeões, no escalão Senior Masculino.
| Ano  | Local                          | Vencedor                       | Finalista                      |
| ---- | ------------------------------ | ------------------------------ | ------------------------------ |
| 2020 | Prova Não Disputada (COVID-19) | Prova Não Disputada (COVID-19) | Prova Não Disputada (COVID-19) |
| 2019 | Buenos Aires                   | Centro Valenciano              | San Lorenzo Almagro            |
| 2018 | San Juan                       | Concepción P. C.               | Social San Juan                |
| 2017 | San Juan                       | Centro Valenciano              | Sindicato E. C.                |
| 2016 | Mendoza                        | Concepción P. C.               | Olímpia P. C.                  |
| 2015 | Mendoza                        | Centro Valenciano              | Unión Villa Krause             |
| 2014 | San Juan                       | Sindicato E. C.                | Banco Mendoza                  |
| 2013 | Buenos Aires                   | Petroleros YPF                 | Unión Villa Krause             |
| 2012 | Junin                          | Andes Talleres                 | Sindicato E. C.                |
| 2012 | Buenos Aires                   | Estudiantil Porteño            | San Lorenzo Almagro            |
| 2011 | Paraná                         | Estudiantil San Juan           | Andes Talleres                 |
| 2010 | Buenos Aires                   | Concepción P. C.               | Estudiantil San Juan           |
| 2009 | San Juan                       | Estudiantil San Juan           | Centro Valenciano              |
| 2008 |                                | Estudiantil San Juan           |                                |
| 2007 | Paraná                         | Centro Valenciano              | Concepción P. C.               |
| 2006 |                                | Centro Valenciano              |                                |
| 2005 |                                | Olímpia P. C.                  |                                |
| 2004 |                                | Petroleros YPF                 | Loma Negra                     |
| 2003 |                                | Concepción P. C.               |                                |
| 2002 |                                | U. D. Bancaria                 |                                |
| 2001 |                                | Atletico Palmira               |                                |
| 2000 |                                | C. A. Huracán                  |                                |
| 1999 |                                | Estudiantil San Juan           |                                |
| 1998 |                                | Estudiantil San Juan           |                                |
| 1997 |                                |                                |                                |
| 1996 | Talleres                       |                                |                                |
| 1995 |                                |                                |                                |
| 1994 |                                | Concepción P. C.               |                                |
| 1993 |                                | Concepción P. C.               |                                |
| 1992 |                                | Concepción P. C.               |                                |
| 1991 |                                |                                |                                |
| 1990 |                                | A. C. San Martín               |                                |
| 1989 |                                |                                |                                |
| 1988 |                                |                                |                                |
| 1987 |                                |                                |                                |
| 1986 |                                |                                | San Lorenzo Almagro            |
| 1985 |                                |                                | San Lorenzo Almagro            |
| 1984 |                                |                                |                                |
| 1983 |                                |                                |                                |
| 1982 |                                | A. C. San Martín               |                                |
| 1981 |                                |                                |                                |
| 1980 |                                |                                |                                |
| 1979 |                                |                                |                                |
| 1978 |                                |                                |                                |
| 1977 |                                |                                |                                |
| 1976 |                                |                                |                                |
| 1975 |                                |                                | A. C. San Martín               |
| 1974 |                                | Racing Avellaneda              |                                |
| 1973 |                                |                                |                                |
| 1972 |                                |                                |                                |
| 1971 |                                |                                |                                |
| 1970 |                                |                                |                                |
| 1969 |                                | A. C. San Martín               |                                |
| 1968 |                                |                                |                                |
| 1967 |                                | A. C. San Martín               |                                |
| 1966 |                                |                                |                                |
| 1965 |                                |                                |                                |
| 1964 |                                |                                |                                |
| 1963 |                                |                                |                                |
| 1962 |                                |                                |                                |
| 1961 |                                |                                |                                |
| 1960 |                                |                                |                                |
| 1959 |                                |                                |                                |
| 1958 |                                |                                |                                |
| 1957 |                                |                                |                                |
| 1956 |                                |                                |                                |
| 1955 |                                |                                |                                |
| 1954 |                                |                                |                                |
| 1953 |                                |                                |                                |
| 1952 |                                |                                |                                |
| 1951 |                                |                                |                                |
| 1950 |                                |                                |                                |
| 1949 |                                |                                |                                |
| 1948 | San Juan                       |                                |                                |
| 1947 |                                |                                |                                |
| 1946 |                                |                                |                                |
| 1945 |                                | C. A. River Plate              |                                |

Senior Feminino
| Ano  | Local                          | Vencedor                       | Finalista                      |
| ---- | ------------------------------ | ------------------------------ | ------------------------------ |
| 2020 | Prova Não Disputada (COVID-19) | Prova Não Disputada (COVID-19) | Prova Não Disputada (COVID-19) |
| 2019 | Buenos Aires                   | Andes Talleres                 | Unión Villa Krause             |
| 2018 | San Juan                       | Concepción P. C.               | Sindicato E. C.                |
| 2017 | Mendoza                        | Sindicato E. C.                | Andes Talleres                 |
| 2016 | San Juan                       | Andes Talleres                 | Maipu Giol                     |
| 2015 | Buenos Aires                   | Centro Valenciano              | Maipu Giol                     |
| 2014 |                                | Andes Talleres                 | Leonardo Murialdo              |
| 2013 | Córdoba                        | Concepción P. C.               | U. V. Trinidad                 |
| 2012 | Paraná                         |                                |                                |
| 2011 | Buenos Aires                   | Concepción P. C.               | U. V. Trinidad                 |
| 2010 | Paraná                         | Andes Talleres                 | Talleres Entre Rios            |
| 2009 | Mendoza                        |                                |                                |
| 2008 |                                |                                |                                |
| 2007 |                                |                                |                                |
| 2006 |                                |                                |                                |
| 2005 |                                |                                |                                |
| 2004 |                                |                                |                                |
| 2003 |                                |                                |                                |
| 2002 |                                |                                |                                |
| 2001 |                                |                                |                                |
| 2000 |                                |                                |                                |
| 1999 |                                |                                |                                |
| 1998 |                                |                                |                                |
| 1997 |                                |                                |                                |
| 1996 |                                |                                |                                |
| 1995 |                                |                                |                                |
| 1994 |                                |                                |                                |
| 1993 | San Juan                       | Concepción P. C.               |                                |

### Argentina websites
- Liga Nacional
- Cofederation Argentina de Patin
- pasionsobrepatines
- Diario de Cuyo
- Canal 4 San Juan

Internacional Websites
- (Jogos 10/05/2018, Quartos de Final)
- Youtube (Jogos 11/05/2018, Meias-Finais)
- Youtube (Jogos 12/05/2018, FINAL)
- Página Facebook